# Тикириш (Вранча)
Тикириш (рум. Tichiriș) насеље је у Румунији у округу Вранча у општини Видра. Oпштина се налази на надморској висини од 287 m.

## Становништво
Према подацима из 2002. године у насељу је живело 559 становника, од којих су сви румунске националности.